# Египетский синий

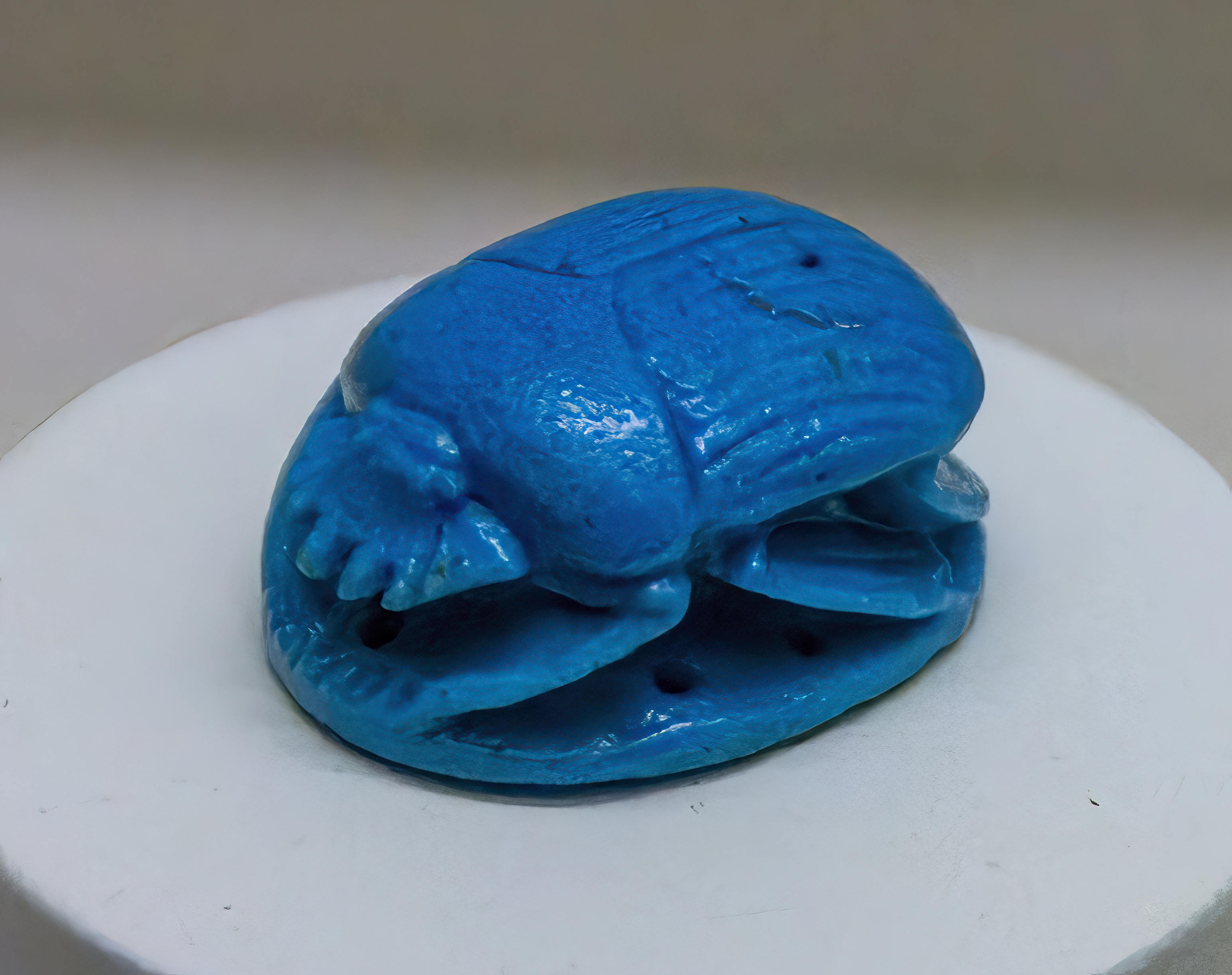
Фаянсковый скарабей, окрашенный в синий, XXVI династия

Египетский синий, или египетская синь — искусственный пигмент насыщенного синего цвета, открытый, предположительно, в Древнем Египте более пяти тысяч лет назад. Его следы были обнаружены на алебастровой чаше, датированной 3250–3000 гг. до н.э. и относящейся к нулевой династии. Это позволяет считать египетский синий древнейшим синтетическим пигментом. 
По химическому составу египетский синий — это двойной силикат меди и кальция (CaCuSi4O10 или CaO•CuO•4SiO2). Для его получения требуется три основных компонента: кальцит (CaCO3), кварцевый песок (SiO2) и источник меди. В качестве последнего обычно использовались медные минералы азурит и малахит или медная стружка. К смеси компонентов добавлялись флюсы (K2CO3, NaCl или Na2SO4), снижающие температуру плавления, после чего смесь нагревалась до 800–900°C и образовывался египетский синий:
Cu2CO3(OH)2 + 8SiO2 + 2CaCO3 → 2CaCuSi4O10 + 3CO2 + H2O

## История и применение
Египетский синий был открыт в Египте не позднее конца IV тысячелетия до н.э. и широко использовался вплоть до начала Средневековья. Химический анализ синей глазури показывает, что состав пигмента мало изменялся в течение тысячелетий, что говорит о преемственности технологии. Скорее всего, как было принято в древнем мире, секрет изготовления передавала от ремесленника к его сыну или ученику.
Чаще всего египетский синий использовался в небольших изделиях из фаянса — это могли быть украшения (кольца, бусины, браслеты), амулеты, косметические сосуды, фигурки людей, животных и богов, предметы обихода (подставки, наборы для игры сенет) и т.д. Также его применяли при росписи стен. Египетский синий позволяет создавать различные оттенки, от насыщенного лазуритового синего до сине-зеленого или светло-бирюзового.
Краситель был предметом экспорта и был широко известен за пределами Египта, практически по всему Средиземноморью. В эпоху римского владычества египетский синий производился и в других провинциях империи и имел широкое распространение вплоть до падения Западной Римской империи. В эпоху Темных веков навык изготовления египетского синего был почти полностью утрачен.
К Средним векам относятся лишь единичные примеры использования данного пигмента. Например, фрески в базилике Святого Климента в Риме, датированные 847–855 годами. Низкое качество пигмента позволяет предположить, что использовались не случайно найденные запасы римского периода, а новый низкокачественный материал, вероятно — результат не самой удачной попытки воспроизвести технологию. При написании фресок в базилике Сан-Сабо в Риме (VIII век) использовалась смесь дорогого пигмента на основе лазурита и египетского синего — вероятно, с целью удешевления краски.
Также примеры удачного, но не массового производства египетского синего относятся к эпохе Возрождения — пигмент был обнаружен во фресках XVI века в Болонье и Риме.
Лишь в начале XIX века при раскопках римского города Помпеи, уничтоженного извержением Везувия в 79 году, был обнаружен горшок с голубым порошком, в котором археологи узнали египетский синий. Вскоре была установлена его формула и технология производства. С тех пор он снова широко используется художниками, керамистами, дизайнерами и декораторами. Благодаря своей люминесценции египетский синий может применяться в микроскопии и криминалистике.